# Agostino Galeazzi
Agostino Galeazzi, ' (Brescia, 1523 – 1576), è stato un pittore italiano.

## Biografia

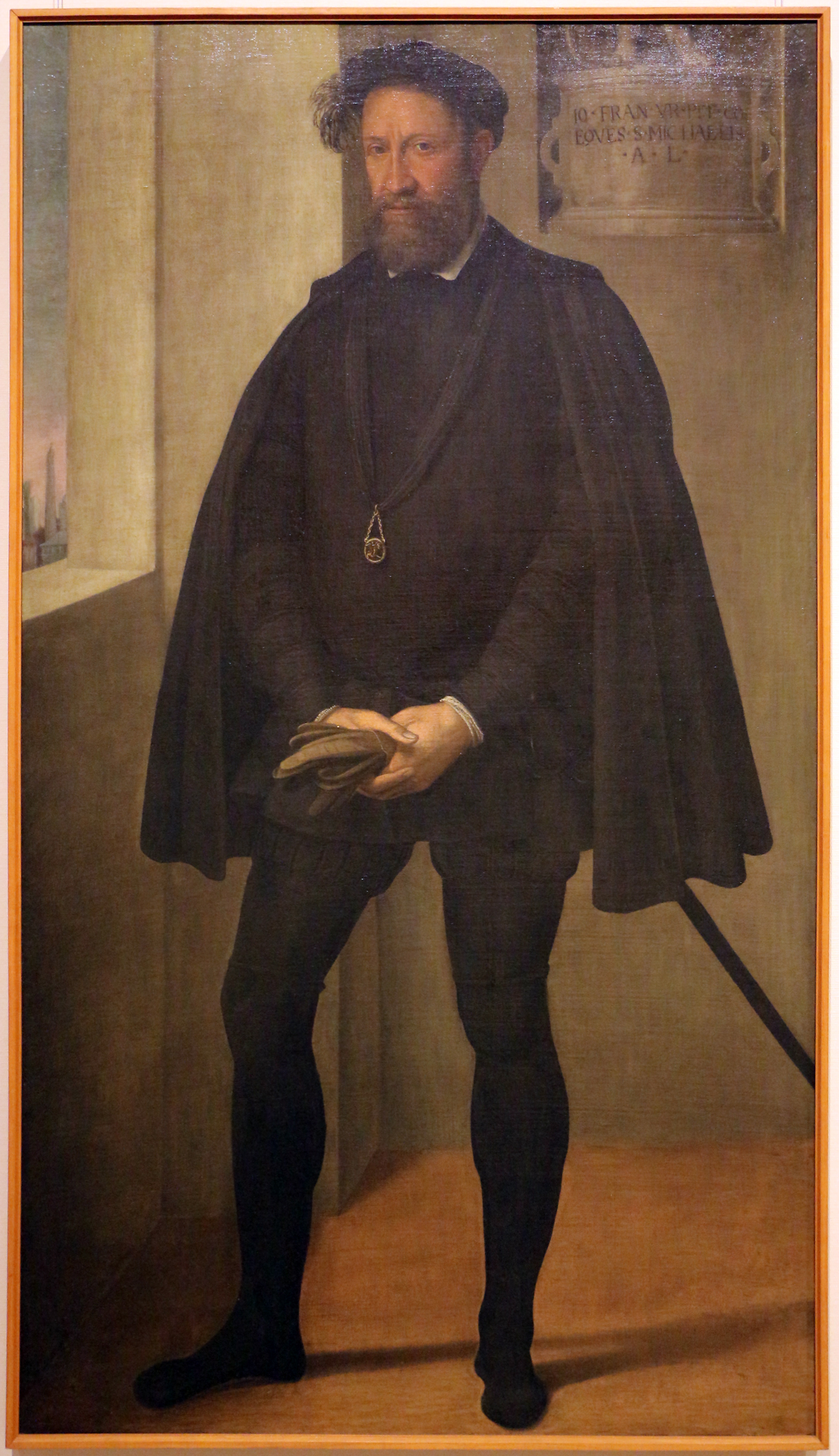
Ritratto di Giovan Francesco Orsini, 1545 ca.

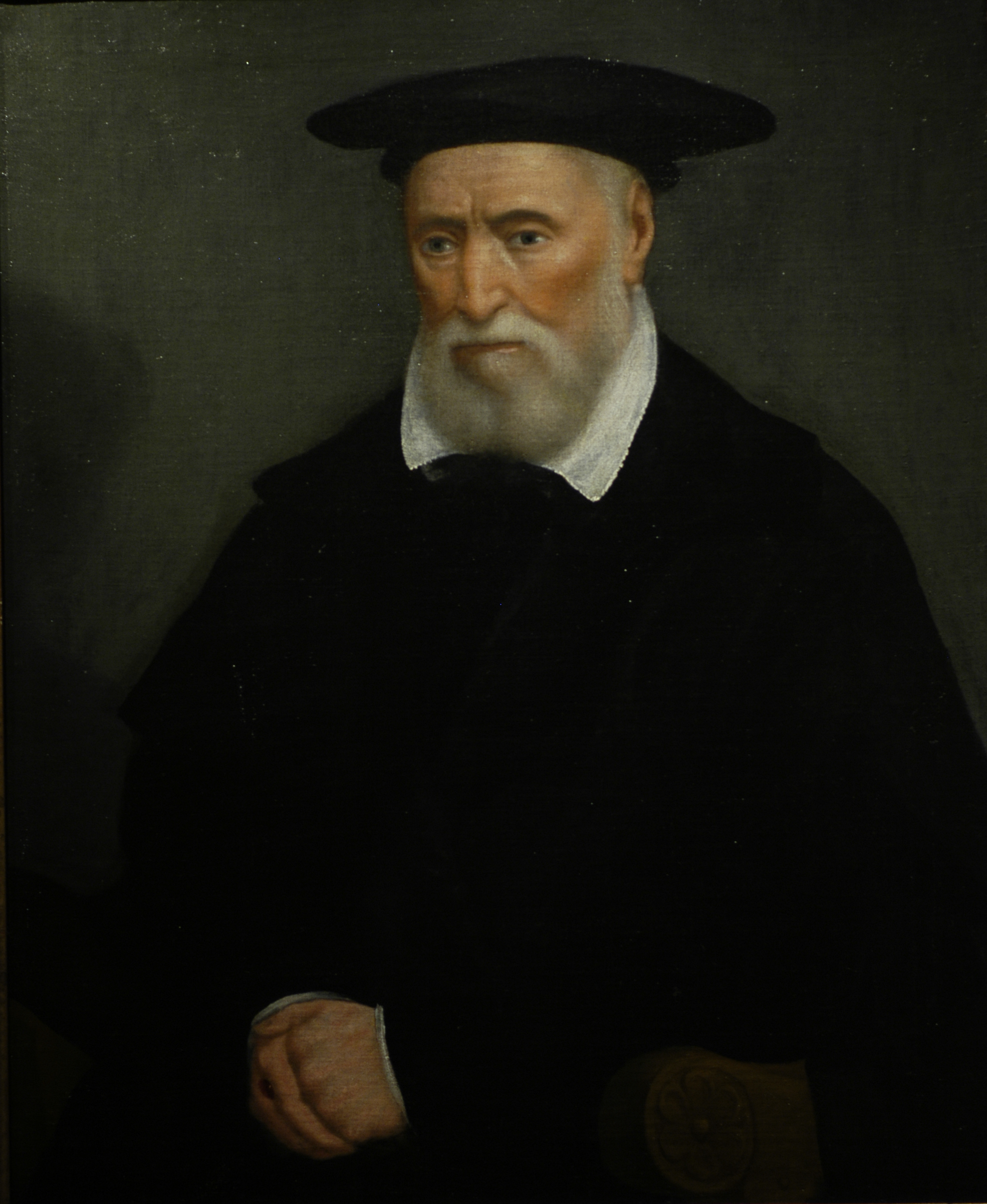
Ritratto di Agostino Gallo, cm 71x58

Non si conoscono i natali di Agostino, figlio di Moffeo, ma nelle dichiarazioni d'estimo del 1563 e 1568, si indicava quarantenne, e quarantacinquenne e quindi si considera che sia nato a Brescia nel 1523. Il padre, forse per una sua predisposizione, lo mandò a studiare pittura dal Moretto, il maggior artista cittadino. Agostino, pur essendo tra gli ultimi suoi allievi, fu uno dei migliori, trovandosi a riprodurne alcune opere. Vi sono quindi lavori di difficile attribuzione tra lui e il Bonvicino, che negli ultimi anni della sua vita, morì nel 1554, lasciava che fossero i suoi migliori allievi a terminare le sue commissioni. Lavorò nella bottega morettiana a fianco del bergamasco Giovan Battista Moroni fino alla sua morte, anche se aveva già raggiunto trent'anni d'età come indicato in un atto di sottoscrizione di mutuo sempre per il Moretto, contratto sottoscritto col Moroni. Questo indica l'importanza che aveva Galeazzi presso il Moretto che viene indicato dallo storico Francesco Paglia come "unico scolaro del Moretto" e con Luca Mombello pittore che lavorerà con suo figlio Giovan Battista:
(Francesco Paglia-Il giardino della pittura)
La prima tela che gli viene assegnata, fu commissionata nel 1552 dai coniugi Ludovico Luzzago e Caterina Marzioli, importanti personaggi della città di Brescia che vollero farsi immortalare ed è raffigurante: Madonna in trono con il Bambino, le sante Cecilia e Caterina d'Alessandria e i donatori. La pala fu posta nell'altare gestito dai canonici regolari di San Giorgio in Algua della chiesa di San Pietro in Oliveto, chiesa che ospitava già lavori del Moretto, forse realizzati con la collaborazione di Agostino. La tela è conservata nei locali della curia vescovile cittadina.
Alla sua bottega imparò il figlio Giovan Battista che nel 1576 firmava come "filius Augustini",  si ritiene quindi che a questa data Agostino Galeazzi fosse morto.

### Opere
- Madonna in trono con il Bambino, le sante Cecilia e Caterina d'Alessandria e i donatori
- Adorazione dei Magi (365x205) del 1559 per la chiesa di San Pietro in Oliveto, il plinto dietro il re inginocchiato ospita la scritta «AUG. S BRIX.US P. / M. D. LVIIII»;[4]
- Nozze di Cana (420x290) conservato nel refettorio del convento di Lonigo dedicato ai santi Fermo e Rustico, che furono assegnate anche al Moretto, ma essendo di grandi dimensioni ma piuttosto danneggiata la tela non permette la giusta assegnazione.[5]
- Corteo della Regina di Saba (154x93) realizzato entro il 1574, conservato nei Pinacoteca Tosio Martinengo di Brescia,;[6] Il dipinto era inserito in una serie di otto opere realizzate da artisti differenti per il monastero di Santa Giulia;
- Danza di Salomè (98x76) realizzato entro il 1599, conservato nei civici musei d'arte di Brescia[7]
- Ritratto di Gentiluomo o Il cavaliere in nero (97x178) del 1574 circa, conservato nella pinacoteca del Castello Sforzesco;[8]
- Ritratto di Francesco Franchini (64x84) 1552 circa, ospitato originariamente nella collezione privata di Paolo Giovio e poi conservato nella Pinacoteca di palazzo Volpi di Como;[9]
- Ritratto di Agostino Gallo, (71x58) 1565 circa, conservato in collezione privata;[10]
- San Pietro Martire per la chiesa parrocchiale dei Santi Pietro e Paolo di Leno;
- Madonna tra i santi Martino e Clemente commissionato per la chiesa di San Clemente a Vezza d'Oglio: